# 厄瓜多爾黃魴鮄
厄瓜多爾黃魴鮄，為輻鰭魚綱鮋形目牛尾魚亞目黃魴鮄科的其中一種，分布於西大西洋區，從美國南卡羅萊納州至蘇利南海域，棲息深度可達472公尺，體長可達16公分，為深海底棲性魚類，屬肉食性，生活習性不明。

## 擴展閱讀
維基物種上的相關：厄瓜多爾黃魴鮄